# Hannah Montana (sezonul 3)
Hannah Montana (Sezonul 3) a început să fie produs pe data de 4 august 2008 și s-a terminat în Iunie 2009. Sezonul trei a început să fie difuzat în S.U.A. în 2 noiembrie 2008 , iar in România pe data de 19 septembrie 2009 până în prezent. Filmarea a început chiar cu o zi după premiile Teen Choice în 2008. Sezonul 3 Hannah Montana se axează mai mult pe cum au crescut personajele din sezoanele trecute. Oliver și Lilly încep să se întâlnească din episodul "Ce Nu Îmi Place La Tine" ("What I Don't Like About You"). O să fie urmat de un al patrulea sezon, dar și ultimul, filmările începând din Ianuarie 2010.

## Secvența de început
Pentru sezonul trei, partea de început s-a schimbat dramatic.Sunt incluse secvențe din sezonul doi,dar și din al treilea sezon. Noua versiune a melodiei The Best Of Both Worlds a fost cântată în concertul sezonului trei, iar clipurile au fost adăugate pentru această secvență. O nouă versiune a schimbării lui Miley în Hannah apare la mijlocul secvenței de început, Miley admirând o îmbrățișare dintre ea și tatăl ei.
personajele

## Muzică
Versiunea nouă a "The Best of Both Worlds" a fost folosită pentru film, cât și pentru secvența de început , și este cântată de Hannah Montana în concertul sezonului 2 în 2008.

## Episoade
Sezonul a început în România pe Disney Channel în data de 19 Septembrie cu ocazia inaugurării canalului. Epsioadele 1-6 au fost difuzate săptămânal în perioada septembrie - octombrie 2009. Episoadele 7-9 au fost difuzate lunar, din luna noiembrie în luna ianuarie 2010. Episoadele 12 și 13 au fost difuzate cu ocazia „Luna Hannah pe Alese” în noiembrie. Episoadele 10 și 11 urmează să fie difuzate. Din cauza difuzării rare a episoadelor din Statele Unite, Disney Channel România a decis să întrerupă difuzarea sezonului 3 până în primăvară.
- Miley Cyrus, Emily Osment și Jason Earles sunt prezenți în toate episoadele.
- Mitchel Musso este absent în cinci episoade.
- Billy Ray Cyrus este absent în trei episoade.
- Moises Arias este absent în șapte episoade.

| # | Titlu | Regizat de            | Scris de                             | Premieră S.U.A.   | Premieră România   |
| 1 | "El nu-i Fierbinte,este Frate-miu! " "He Ain't a Hottie, He's My Brother"                                   | Rich Correll          | Steven James Meyer                   | 2 noiembrie 2008  | 19 septembrie 2009 |
| Miley are un vis că Lilly aproape îl sărută pe Jackson. Când îi spune lui Lilly, ea recunoaște că îi place de el, ceea ce o șochează pe Miley. Ea îi spune lui Jackson, prima oară lui i se părea ciudat dar apoi se gândește că și el o place pe Lilly. Ca să îi țină departe, Miley îi minte pe amândoi că nu sunt interesați unul de altul , dar consecința a fost că ei până la urmă au recunoscut că se place. Lilly și Jackson se sărută, dar apoi Miley se trezește și realizează că a fost numai un vis. Absent - Moises Arias Invitați speciali - Terry Rhoads ca Mack and Leigh-Allyn Baker ("Will & Grace") ca Mickey Melodii - Hannah Montana - Let's Get Crazy, Nobody's Perfect , True Friend , We Got The Party. | |                       |                                      |                   |                    |
| 2 | "Pe Locuri, Fi Gata, Nu Conduce" "Ready, Set, Don't Drive"                                                  | Rich Correll          | Jay J. Demopoulos                    | 9 noiembrie 2008  | 26 septembrie 2009 |
| Miley decide să își ia carnetul de conducere dar nu trece examenul deoarece profesorul ei i-a făcut noua ei mașină murdară. Miley îi spusese lui Lilly despre carnet, dar ea i-a spus lui Olver care le-a spus tuturor că ea o să fie prima care își ia carnetul. Ca să dovedească, Miley le spune la toți că va conduce până la petrecerea pe plajă. Mai tâziu, Miley își ia licența ca Hannah Montana, dar este arestată de un polițist. Ea trebuie să dovedească ca este Hannah, așa că polițistul își aduce fiica, care nu este convisă că Miley este Hannah, până îi cântă. Tatăl lui Miley află de arestul ei , așa că o duce la petrecere ca să o enerveze. În sfârșit , Miley își arată carnetul , care are o poză urâtă cu ea la fel ca a tatălui ei. Între timp, Rico stă în casa familiei Stewart. Invitați speciali - Shanica Knowles ca Amber Addison, Anna Maria Perez de Taglé ca Ashley Dewitt, Wayne Wilderson ca Ofițer DiAria, Sydney Park ca Kelsey, Ernie Grunwald ca Ed și Nicole Randall Johnson ca Lorraine. | |                       |                                      |                   |                    |
| 3 | "Nu îmi Voi Strica Dantura" "Don't Go Breaking My Tooth"                                                    | Rich Correll          | Michael Poryes                       | 16 noiembrie 2008 | 3 octombrie 2009   |
| Când Miley realizează că trebuie să meargă la dentist deoarece și-a rupt o măsea, ea insistă că vrea să meargă fără tatăl ei ca să îi arate că a crescut. Oricum, ea se sperie și pleacă, dar nu vrea să îi zică tatălui ei. Ea se întoarce și este așa speriată încât îl lovește pe dentist. Hannah este aleasă să fie invitată la o emisiune cu mâncare, încercând să nu mănânce ceva tare. Oricum, ea mănâncă o prăjitură iar apoi tatăl ei află că ea nu și-a rezolvat problema. Între timp, Oliver devine vegetarian ca să o impresioneze pe Joannie, dar este încă obsedat după carne iar Rico îl înnebunește deoarece el vindea carne. Invitați speciali - Shelley Berman ("Boston Legal") ca Dentistul Froman și Michael McDonald ("MADtv") ca Bucătarul Duncan Keats și Hayley Chase ca Joannie. | |                       |                                      |                   |                    |
| 4 | "Nu-mi dai Niciodată Banii" "You Never Give Me My Money"                                                    | Roger S. Christiansen | Andrew Green                         | 23 noiembrie 2008 | 10 octombrie 2009  |
| Miley este entuziasmată când ea cere pentru o mărire de alocație iar tatăl ei îi spune că îi dă 5.000 $ din banii lui Hannah și o lasă să își deschidă propriul ei card. Din lecția învățată în episodul "Datorie Să Fie" ,Sezonul 1, ea se controlează și nu cheltuie nimic. Ca să fie sigură , ea îi dă carnetul cu cecuri lui Lilly. Când ea vede fabulosul machiaj, își vrea carnețelul înapoi. Între timp, Robby știe unde este telefonul lui Jackson , dar nu îi spune deoarece vrea să înnebunească până îl caută. Invitat special - Rizwan Manji ca Ajay Co-staruri - Claudia Choi ca o mamă and Haley Tju ca o fată Melodie - Hannah Montana - Supergirl | |                       |                                      |                   |                    |
| 5 | "Omoară-mă Încet Cu Înălțimea Lui" "Killing Me Softly With His Height"                                      | Rich Correll          | Steven Peterman                      | 14 decembrie 2008 | 17 octombrie 2009  |
| Când făcea cumpărăturile de Crăciun, Miley îl întâlnește pe Connor, un băiat drăguț care este considerabil mai scund decât ea. Ea acceptă să se întâlnească cu el fără să țină cont de înălțimea lui. Connor se supără pe Miley, ceea ce o determină pe ea să ceară o a doua șansă. Între timp, Jackson și Robby îi îndeplinesc poruncile domnului Dontzig, ca Jackson să obțină o scrisoare de recomandare să îl ajute să intre la colegiul dorit. Absent - Moises Arias ca Rico. Invitați speciali - Lisa Rinna ca Francesca, Ryan Pinkston ca Conner, Peter Allen Vogt ca Dontzig, Paul Vogt ca Donna. Melodii - Hannah Montana - If We Were A Movie , Let's Get Crazy. | |                       |                                      |                   |                    |
| 6 | "Te-aș minți eu, Lilly?" "Would I Lie To You, Lilly?"                                                       | Shelley Jensen        | Michael Poryes                       | 11 ianuarie 2009  | 24 octombrie 2009  |
| O nouă excursie cu clasa se apropie iar Lilly nu are bani și nu vrea niciun ajutor din partea lui Miley. Ea ține o vânzare de vechituri ca să câștige bani pentru excursia în Washington, D.C.. Miley aduce un om să îi cumpere șapca lui Lilly pentru o mie de dolari. În metrou, Milley observă acea șapcă pe băiatul omului care a cumpărat-o , iar Lilly realizează că Miley a ajutat-o, chiar dacă știa că nu voia ajutorul ei. Miley și Lilly nimeresc într-o cameră în față cu presa așteptând președintele, Miley menționând că Lilly este ca o soră pentru ea. Între timp, Rico o angajează pe Sarah să lucreze la Rico's deoarece știa că îl place pe Jackson, dar realizează că nu îl face fericit , deoarece lui Sarah îi face fast-foodul un loc unde nu se folosesc pahare sau farfurii și cu un generator pentru lumină. Absent - Billy Ray Cyrus ca Robby Stewart. Invitați speciali - Ed Begley, Jr. ca tatăl lui Sarah, Greg Baker ca Domnul Corelli și Morgan York ca Sarah. | |                       |                                      |                   |                    |
| 7 | "Trebuie să scapi de slujba asta!" "You Gotta Lose That Job"                                                | Steve Zuckerman       | Heather Wordham                      | 16 februarie 2009 | 5 decembrie 2009   |
| Oliver e supărat pentru că nu a reușit la audiția pentru dansul școlii, și pentru a înrăutăți situația, Hannah primește un rol într-un nou film, cauzându-i lui Oliver și mai multă nesiguranță. Oliver o evită pe Miley pentru un timp pentru că mereu obține ceea ce vrea. Pentru a-i arăta lui Oliver că e înțelegătoare, Miley decide să o dea în bară la următoarea audiție cu Rob Reiner, purtându-se ca o divă totală, dar planul ei se întoarce invers când Rob e impresionat de actoria lui Hannah. Între timp, Rico strică păpușa cu care Jackson va face pe ventrilogul, deci Jackson decide să înlocuiască păpușa cu Rico. Rico îl face pe Jackson să arate rău în fața copiilor, dar ei se simt bine. Invitați speciali: Rob Reiner ca el însuși, Fred Stoller ca Howard Goldwasser, Jack Merrill ca Dl. Meadows, Lucky Davis ca Douggie. Cântec - Mitchel Musso: Let's Make This Last 4Ever Notă:Păpușa pe care a distrus-o Rico e aceeași păpușă din Zack și Cody, ce viață minunată din episodul 7, "Picior Ghinionist" | |                       |                                      |                   |                    |
| 8 | "Bun Venit la Balamuc" "Welcome to the Bungle"                                                              | Shelley Jensen        | Steven Peterman                      | 1 martie 2009     | 19 decembrie 2009  |
| Hannah spune că nu îi plac morcovii la emisiunea "Mack și Mickey" așa că fanii ei nu mai mănâncă morcovi. Încearcă să se explice, dar în final face totul mai rău spunând că nu îi place să citească și că mai bine așteaptă ecranizarea cărții. Asta cauzează ca toți copiii să facă același lucru. Robbie spune că trebuie să se întoarcă la emisiune și să rezolve asta, dar Miley se teme să nu mai strice ceva așa că Robbie îl pune pe Jackson să o ajute. Miley încearcă să se explice creând mai multă confuzie. Miley rezolvă asta eventual, spunând adevărul. La sfârșit Mack îi surprinde pe toți cu cunoștințele sale în domeniu. Între timp, Jackson și Oliver pozează pentru o broșură, dar află că nu au fost aleși pentru motivul pentru care credeau ei. Când află că au fost aleși pentru că arătau obișnuit și refuză să mai pozeze. Se răzgândesc când fotograful le oferă 1.000 de lei. Invitați speciali:Terry Rhoads ca Mack, Leigh-Allyn Baker ca Mickey, Lisa Arch ca Liza, China Anne McClain ca Isabel, Roxanne Beckford ca Clementine, Sierra McCormick ca Gillian și Alana Gordillo ca Maggy Melodie a lui Hannah Montana:"Supergirl" | |                       |                                      |                   |                    |
| 9 | "Tata are un Prieten Nou" "Papa's Got a Brand New Friend"                                                   | Shelley Jensen        | Maria Brown-Gallenberg               | 8 martie 2009     | 2 ianuarie 2010    |
| Hannah și dansatorii săi vor să angajeze un nou coregraf, Shawn Nahnah, după ce coregraful lor a fost accidentat. După ce se dovedește a fi foarte rău, Hannah încearcă să îl concedieze, dar află că s-a împrietenit cu tatăl său și că i-a salvat și viața. Între timp, Oliver primește sfaturi de la Jackson pentru a-l ajuta să scape de Joannie, făcând-o să se despartă de el fără să îl omoare în bătaie. Oliver pretinde să cheme nava mamă. La final Joannie se satură și încearcă să se despartă de Oliver, dar în final Oliver se desparte de ea. Absent: Moises Arias ca Rico Invitați speciali: Carrie Ann Inaba ca Tina, Philip Anthony-Rodriguez ca Shawn Nahnah și Hayley Chase ca Joannie Cântec: "Let's Do This", "Supergirl" | |                       |                                      |                   |                    |
| 10 | "Trișează!" "Cheat It"                                                                                      | Shannon Flynn         | Jay J. Demopoulos Steven James Meyer | 15 martie 2009    | 6 martie 2010      |
| Pentru publicitate, Hannah Montana se preface că Austin Rain, un cântăreț, e prietenul ei. Când Miley descoperă că Jackson încearcă să trișeze la istorie încearcă să îl convingă că e dezonorant să trișezi, dar el îi reproșează că și ea e dezonorantă mințind cu privire la Austin, pe care îl urăște. Absent: Mitchel Musso ca Oliver Invitați speciali: Nancy O'Dell ca ea însăși și Mark Hapka ca Austin Rain Dublu rol: Mateo Arias (fratele lui Moises Arias) ca unul dintre prietenii lui Rico Melodiile lui Hannah Montana: "Us Isn't Us Without You", "Supergirl" | |                       |                                      |                   |                    |
| 11 | "Cioc,Cioc, Ciocănind pe capul lui Jackson" "Knock Knock Knockin' on Jackson's Head"                        | Rich Correll          | Andrew Green                         | 22 martie 2009    | 13 martie 2010     |
| După ce Miley și Jackson se ceartă, din vina lui Miley, Jackson se lovește la cap și suferă de amnezie temporară. Miley profită de asta să îl facă pe Jackson să se poarte mai frumos cu ea, deci îl păcălește să fie foarte amabil cu ea. Dar după o vreme devine prea protectiv și Miley îi duce dorul vechiului Jackson și încearcă să îl provoace să fie rău din nou. Între timp Lilly se preface că e prietena lui Rico pentru a o ajuta cu tema la matematică când vărul lui Rico, Angus vine în vizită din Australia. Melodie Hannah Montana prezentă în episod: "Ice Cream Freeze (Let's Chill)" Absent: Mitchel Musso ca Oliver Invitat special: Michelle DeFraites ca Barbie | |                       |                                      |                   |                    |
| 12 | "Îi Dai Mâncării Un Nume Rău" "You Give Lunch a Bad Name"                                                   | Rich Correll          | Heather Wordham                      | 29 martie 2009    | 7 noiembrie 2009   |
| Robby îi lasă pe Miley și Jackson singuri acasă deoarece el se ducea la o reuniune cu fosta lui formație, dar chiar când credeau că se pot distra și ei puțin, bunica lor vine să aibă grijă de ei. Din nefericire pentru Miley și Jackson "grija ei" a început să exagereze deoarece îi forța să meargă cu ghiozdane muzicale pe rotile în schimbul celor de spate. A început și să mai exagereze când s-a oferit să aibă grijă de cantina școlii așa că Miley și Jackson încearcă să o concedieze. Ca să nu îi rănească sentimentele, Jackson se costumează într-un inspector de sănătate care vizitează bucătăria școlii. Absent - Billy Ray Cyrus ca Robby Ray. Invitat special - Vicki Lawrence ca bunica. | |                       |                                      |                   |                    |
| 13 | "Ce Nu Îmi Place La Tine" "What I Don't Like About You"                                                     | Rich Correll          | Douglas Lieblein                     | 19 aprilie 2009   | 21 noiembrie 2009  |
| După ce se întoarce acasă de la filmările noului ei film, Indiana Joannie, Miley merge să se schimbe, dar când vine înapoi îi vede pe Lilly și Oliver sărutându-se. Miley află că Lilly și Oliver sunt împreună, dar țin asta secret față de ea. Lilly și Oliver apoi decid să păstreze secretul pentru că nici Miley nu s-a obosit prea tare să le spună că e Hannah la început. După ce spune că deja știe despre ce e vorba, pretinde că e în regulă, dar tot e incomodată. După ce se contrazic pe motivul trupelor lor preferate Lilly și Oliver se despart, fiecare cerându-i lui Miley să le țină partea. Hotărând să îi împace, Miley face un film mini-Indiana Joannie care îi face pe Lilly și Oliver să se împace. Între timp, Jackson înceacă să mintă un reprezentant de la o facultate dar Robby îl convinge să spună adevărul. Totuși Jackson încă vrea să mintă dar după ce Robby joacă "Cartea mamei", învață că onestitatea e cea mai bună politică. Apoi i se spune că are o șansă din 10.000 să intre la facultatea Santa Barbara. Absent: Moises Arias ca Rico                                                                                | |                       |                                      |                   |                    |
| 14 | "Bal-Mama Mia" "Promma Mia"                                                                                 | Rich Correll          | Heather Wordham                      | 3 mai 2009        | 20 martie 2010     |
| După ce băiatul cu care Miley voia să meargă la bal o respinge, ea vede cum o fată face același lucru cu Aaron, un băiat urât din liceu. Miley merge să-l consoleze, dar el confundă lucrurile și o invită la bal pe Miley.Ea acceptă, fiindcă nu vrea să-i frângă inima.Dar în seara balului, pe Hannah o sună David Archuleta pentru un duet cu ea. Așa că se duce la Aaron acasă să-i spună, dar el rămâne dezamagit. În timpul duetului, Miley își amintește de Aaron și renunță la duet pentru a se duce la bal cu el. Între timp, Robbie aproape că îl forțează pe Jackson să meargă la facultate, dar după ce îi spune că altfel va rămâne să lucreze pentru Rico toată viața, el își schimbă părerea și se întoarce la facultate. | |                       |                                      |                   |                    |
| 15 | "O dată de două de trei ori fricoasă" "Once, Twice, Three Times Afraidy"                                    | Shannon Flynn         | Jay J. Demopoulos Steven James Meyer | 17 mai 2009       | 27 martie 2010     |
| Miley nu vrea să aibă prieten, dar Lilly și Oliver insistă să îi găsească unul. Între timp Jackson și Rico au niște probleme. Absent: Billy Ray Cyrus ca Robby Stewart. Invitați speciali: Teo Olivares ca Max, Romi Dames ca Traci Van Horn, Simon Curtis ca Tim, Phil Daddario ca Ralphie, Diego Torres ca Adam. | |                       |                                      |                   |                    |
| 16 | "Jake...O Altă Parte Din Inima Mea" "Jake...Another Little Piece Of My Heart"                               | Roger S. Christiansen | Douglas Lieblein                     | 7 iunie 2009      | 10 aprilie 2010    |
| Miley oprește nunta dintre Jake și Tracey pentru că sunt prea tineri iar tatăl lor face baie de la transpirație iar Rico face o tabără cu ajutorul lui Jackson și al lui Alison dar a fost de rău și Jackson a răcit. Absent: Mitchel Musso ca Oliver. | |                       |                                      |                   |                    |
| 17 | "Miley Rănește Sentimentele Starului Radio" "Miley Hurt The Feelings Of The Radio Star"                     | Rich Correll          | Maria Brown-Gallenberg               | 14 iunie 2009     | 17 aprilie 2010    |
| Oliver se angajează la o emisiune radio, împreună cu Miley. Ea este prea ocupată cu viața ei dublă, așa că își dă demisia, dar afla că era deja concediată. În final, Lilly și Oliver sunt angajații de la K Teen. Între timp Jackson și Rico se ceartă, dar tot Rico rămâne fericit. Invitați speciali: Ernie D (DJ de la Radio Disney) ca Gary Green și Jeff Clarke ca Inginer de Sunet Cântece de Hannah Montana: "Let's Do This" , "Supergirl" | |                       |                                      |                   |                    |
| 18 | "El Poate Fi Alesul" "He Could Be The One"                                                                  | Rich Correll          | Maria Brown-Gallenberg               | 5 iulie 2009      | 3 aprilie 2010     |
| Miley se întâlnește cu Jake Ryan pe ascuns, dar se simte vinovată și îi spune tatălui ei. Acesta nu este de acord, deoarece Jake o făcuse să sufere foarte mult. Așa că Miley pretinde că îl place pe unul din chitariști, Jesse, pe care Robbie nu îl suportă și asta numai ca să o lase să iasă cu Jake. Dar pe Jesse îl rănește, deoarece el chiar o place. Dar, la un moment dat, Miley se îndrăgostește de Jesse, astfel că este într-o mare dilemă, neștiind pe cine să aleagă. Până la urmă, Robbie îi aduce un laptop cu o înregistrare făcută de mama ei, în care spunea să își asculte inima. Atunci a știut că trebuie să îl aleagă pe Jake și i-a explicat lui Jesse că între ea și Jake există o legătură specială. Cântece Hannah Montana : "He Could Be The One" , "Best Of Both Worlds", "Let's Do This", "Don't Wanna Be Torn" Invitat special : Brooke Shields ca Mama Invitați : Cody Linley ca Jake Ryan, Drew Roy ca Jesse, Malese Jow ca Rachel. Notă : Acesta este un episod special, ce durează 50 de minute, nu ca unul obișnuit. Jackson(Jason Earles) și Rico(Moises Arias) apar în acest episod doar ca naratori.                      | |                       |                                      |                   |                    |
| 19 | "Fata Super(stițioasă)"" "Super(stitious) Girl" (Partea a treia din "Magicieni pe Punte cu Hannah Montana") | Rich Correll          | Michael Poryes Steven Peterman       | 17 iulie 2009     | 10 octombrie 2010  |
| | |                       |                                      |                   |                    |
| 20 | "Sincer, te iubesc (Nu, nu pe tine)"" "I Honestly Love You (No, Not You)"                                   | Shannon Flynn         | Andrew Green                         | 26 iulie 2009     | 1 mai 2010         |
| După un accident la sky în Colorado, Miley ajunge în spital, iar în timp ce era inconștientă, ea îl aude pe Oliver că îi spune "Te iubesc". Ea dorea să țină secret acest lucru, dar când Lilly voia să îi spună lui Oliver că îl iubește, Miley îi spune. Miley îi spune lui Lilly să sărute alt băiat, pentru a-l aduce înapoi pe Oliver, dar Oliver îi întrerupe și îi spune lui Lilly că o iubește. Mai târziu a spus că în spital se pregătea să îi spună "Te iubesc" lui Lilly. Absent: Moises Arias ca Rico Melodia Hannei prezentă în episod: "Nobody's perfect" | |                       |                                      |                   |                    |
| 21 | "Iartă, măcar puțin"" "For (Give) a Little Bit"                                                             | Rich Correll          | Maria Brown-Gallenberg               | 9 august 2009     | 5 iunie 2010       |
| Miley accidental dezvăluie un secret despre Jackson în timpul unui interviu radio, dar pentru a se revanșa îl duce la o petrecere cool. Când Hannah află un secret jenant despre propria persoană, ea dă vina pe Jackson și vrea să îl facă de râs în fața tuturor. Între timp, Rico îi cere lui Robby să îl învețe dansul country pentru a impresiona o fată. Absent: Mitchel Musso ca Oliver Oken Invitat special: Romi Dames ca Traci Van Horn și Diego Torres ca Adam Notă: Lilly apare doar ca Lola. | |                       |                                      |                   |                    |
| 22 | "Mașina nouă"" "B-B-B-Bad to the Chrome"                                                                    | Shannon Flynn         | Jay J. Demopoulos Steven James Meyer | 23 august 2009    | 6 iunie 2010       |
| Bunica vine în vizită, conducând mașina ei veche. Miley, Jackson și Robby decid că este timpul să aibă una nouă, fără să știe că ea este atașată de cea de acum. După ce îi vinde mașina veche pentru una nouă , bunica este atât de distrusă, încât ei încearcă să o ia înapoi pe cea veche, dar au aflat că a fost vândută celor de le fier vechi. Când au aflat că e prea târziu ca să o salveze, ei trebuie să găsească o modalitate să recreeze mașina ei iubită. Bunica realizează că au cumpărat una falsă, dar ea se obișnuiește și acceptă una nouă. Între timp, afacerea începe să sufere la Rico's după ce Oliver se ceartă cu Lilly pentru că au uitat a 100-a zi de aniversare, dar după Rico scrie un poem (Lilly crede că e de la Oliver), ea iertându-l. Co-star: Jules Williams ca Buster Invitat special: Troy Evans ca Jerry, Vicki Lawrence ca Bunica Ruthie Notă: Oliver lucrează la Rico's în acest episod. | |                       |                                      |                   |                    |
| 23 | "Furios (Oliver este bine)"" "Uptight (Oliver's Alright)"                                                   | Art Manke             | Sally Lapiduss                       | 23 august 2009    | 6 iunie 2010       |
| | |                       |                                      |                   |                    |